# Gemerikum

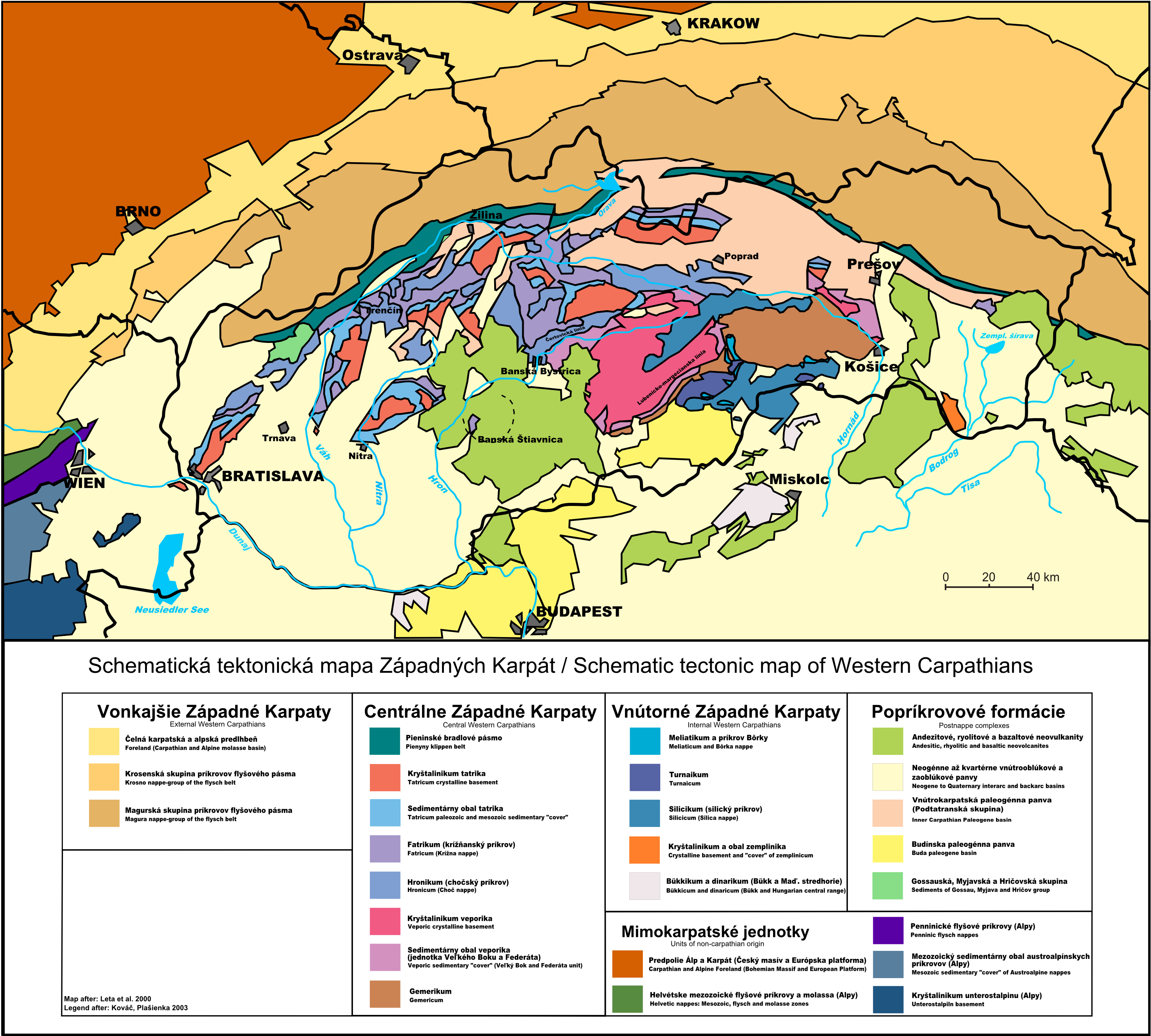
Geologická mapa Slovenska, gemerikum hnědě

Gemerikum je nejvrchnější tektonická superjednotka Centrálních Západních Karpat, tvořená převážně paleozoickými, méně mezozoickými horninami, na které je vázána podstatná část rudného bohatství Slovenska. Svým věkem, horninovým složením i metamorfózou se výrazně odlišuje od ostatních západokarpatských jednotek. Gemerikum má charakter antiklinoria, v jehož středu se nachází starší, na okrajích mladší horniny. Buduje Spišsko-gemerské rudohoří, hlavně rozsáhlý masiv Volovských vrchů a tzv. „západogemerský ostroh“ (jižní část Revúcké vrchoviny). Gemerikum je ve své severní oblasti částečně nasunuto na veporikum, kde je ohraničeno lubenicko-margecianskou linií. Na západě, v oblasti Muráňské planiny, Stratenské hornatiny a Galmusu i na jihu v oblasti Slovenského krasu je překryto příkrovy meliatika, silicika a místy i turnaika (např. tektonické půlokno Turnianské kotliny).
Gemerikum bylo podobně jako ostatní předmezozoické celky Západních Karpat postiženo hercynským vrásněním, tvořilo však jen okrajovou větev orogénu, a proto nebylo natolik postiženo metamorfózou. Při alpinské orogenezi byla metamorfóza opět poměrně slabá (facie zelených břidlic). Je podobné např. grazskému paleozoiku východoalpské Grauwackenzone.
Označení gemerikum (původně gemeridy) je odvozeno od studovaných typových oblastí v regionu Gemer.

## Geologická stavba

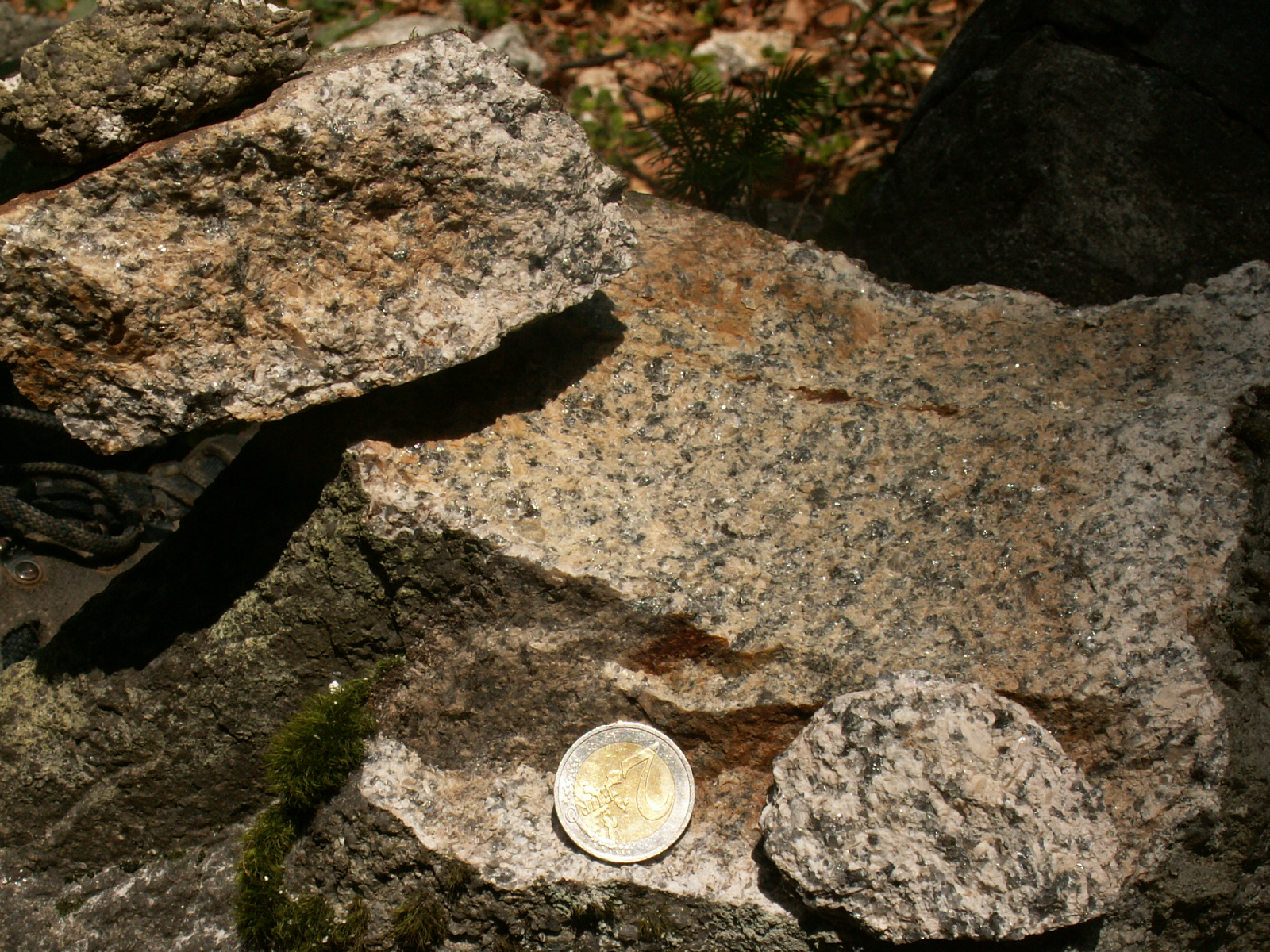
Permské granity gemerika z oblasti Súľové, dvoueurová mince jako měřítko. Granity z této oblasti tvoří specializovaný S-typ granitů (zrudněné) s vysokým obsahem vzácných prvků a greiseny ve své vrchní části

Podle staršího členění se v gemeriku rozlišovaly dvě jednotky (též skupiny nebo série), starší gelnická (se stratigrafickým rozsahem od kambria po silur) a mladší rakovecká (devon). Novější členění vypadá takto:
Severní gemerikum obsahuje paleozoické sedimenty oceánské kůry flyšové povahy jakož i porfyry, místy se vyskytují lydity
- rakovecká jednotka (dříve označovaná jako fylit-diabasová série), tvořená nízkometamorfovanými fylity a diabasy
- klátovská jednotka (dříve označovaná jako rulovo-amfibolitová série a považovaná za součást rakovecké skupiny), obsahuje metamorfózou silně zasažené bazické vulkanity

Na severní gemerikum nasedá sedimentární obal, který představují dvě spodněkarbonské obalové jednotky:
- črmeľská skupina, kterou tvoří vulkanosedimentární formacie s magnezity
- ochtinská skupina, podobná předchozí, se nachází na kontaktu s veporikem. Je typická polohami magnezitů, které vznikly přeměnou vápenců a dolomitů (se zkamenělinami trilobitů, brachiopodů a korálů), nacházejících se v současnosti už jen v jejich podloží.[5]
- dobšinská skupina v severní části severního gemerika, tvořená klastickými materiály a karbonáty
- krompašská skupina permského stáří, tvořená uhličitany a ryolity

Jižní gemerikum je tvořeno hlavně vulkanoklasty staršího paleozoika. Tvoří podstatnou část povrchové stavby gemerika a je v něm patrný alpinský klivážový vějíř. Tvoří jej:
- gelnická (někdy též volovecká) jednotka, nejrozsáhlejší část gemerika, je tvořena staropaleozoickými usazenými a vulkanickými horninami, obsahujícími nejstarší nalezené makrofosilie Západních Karpat
- štósská jednotka tvořená přeměněnými flyšovými sedimenty a zřídka metabazalty[6]

Sedimentární obal gelnické a štósské jednotky tvoří permsko-triasové horniny gočaltovské skupiny, která se skládá z následujících jednotek:
- rožňavské sovrství tvořené spodněpermskými šedými a červenými pískovci
- štítnické souvrství tvořené svrchněpermskými až spodnětriasovými lagunálními a mělkovodními břidlicemi, evapority a karbonáty

Jiné dělení člení gemerikum na řadu příkrovových jednotek, z jihu na sever jsou to:
- medzevský příkrov
- jedľovecký příkrov
- humelský příkrov
- prakovský příkrov
- mníšanský příkrov
- kojšovský příkrov
- rakovecký příkrov
- črmeľský příkrov